# Утенвајлер
Утенвајлер (њем. Uttenweiler) општина је у њемачкој савезној држави Баден-Виртемберг. Једно је од 45 општинских средишта округа Биберах. Према процјени из 2010. у општини је живјело 3.601 становника. Посједује регионалну шифру (AGS) 8426124.

## Географски и демографски подаци
Утенвајлер се налази у савезној држави Баден-Виртемберг у округу Биберах. Општина се налази на надморској висини од 595 метара. Површина општине износи 49,8 km². У самом мјесту је, према процјени из 2010. године, живјело 3.601 становника. Просјечна густина становништва износи 72 становника/km².